# Peter Marquardt
Peter Charles Marquardt (ur. 1 lipca 1964 w USA, zm. 19 lipca 2014 w Austin) – amerykański aktor i producent gier komputerowych.
Najsłynniejszą rolą Marquardta był jego debiut aktorski w debiutanckim filmie Roberta Rodrigueza El Mariachi z 1992 roku, w którym wcielił się w postać barona narkotykowego Moco. W 1995 roku powtórzył rolę Moco w filmie Desperado. W 2003 roku wystąpił w kolejnym filmie Rodrigueza, Mali agenci 3D: Trójwymiarowy odjazd, a w 2011 roku wystąpił w thrillerze The Shadow People.
Marquardt wyprodukował też kilka gier dla firmy Ion Storm, takich jak Deus Ex i Wing Commander IV: The Price of Freedom. Był także współproducentem gry Dominion: Storm Over Gift 3. Oprócz tego użyczył głosu w takich grach jak Deus Ex, Conquest: Wojny pogranicza i Anachronox.
Zmarł 19 lipca 2014 roku w wieku 50 lat z niewyjaśnionych przyczyn.